# Alexandr Kulesh
Alexandr Vladímirovich Kulesh –en ruso, Александр Владимирович Кулеш– (Leningrado, URSS, 14 de febrero de 1983) es un deportista ruso que compitió en remo. Ganó tres medallas en el Campeonato Europeo de Remo entre los años 2008 y 2015.

## Palmarés internacional
| Campeonato Europeo | Campeonato Europeo | Campeonato Europeo | Campeonato Europeo |
| Año                | Lugar              | Medalla            | Prueba             |
| ------------------ | ------------------ | ------------------ | ------------------ |
| 2008               | Maratón (Grecia)   | Medalla de plata   | Ocho con timonel   |
| 2014               | Belgrado (Serbia)  | Medalla de plata   | Ocho con timonel   |
| 2015               | Poznań (Polonia)   | Medalla de bronce  | Ocho con timonel   |